# Кориандър
 Тази статия е за вида растения.  За рода вижте Кориандър (род).  
Кориандърът (Coriandrum sativum) е едногодишно тревисто растение, което се използва широко като подправка в средиземноморската, индийската, латиноамериканската и близко- и далекоизточната кухня. Всички части на растението могат да се ядат, но пресните листа и сушените семена се използват най-често в кухнята.
Листата имат вкус, силно различаващ се от този на семената. Пресните листа са необходима съставка в много азиатски и мексикански сосове и зеленчукови пюрета. Популярен е в Латинска Америка и е съставка на мексиканското гуакамоле. Нарязани на ситно листа от кориандър се използват и за гарниране на различни ястия, но не бива те самите да бъдат готвени, защото топлината бързо унищожава аромата им.
Натрошените семена имат лимонов вкус. Описват го също като топъл, орехов, пикантен или дори портокалов. Обикновено се сушат, но могат да се ядат и зелени. Смлените семена от кориандър са важна съставка на кърито. Кориандърът е важна съставка и на някои колбаси (наденици) в Германия, Холандия и Южна Африка.
Смята се, че кориандърът произхожда от областта на Средиземноморието и Югозападна Европа. Някои смятат, че използването му е започнало още около 5000 г. пр.н.е. и има доказателства за използването му от древните египтяни. Споменава се и в Библията (Изход 16:31).
Листата и семената на кориандъра са били широко използвани в средновековната европейска кухня поради качеството му да подобрява вкуса на развалените меса чрез „маскиране“ на вкуса на развалено.
Името на кориандъра – лат. coriandrum, за първи път забелязано у Плиний Стари, на гръцки е корианон (κορίαννον), сега колиандро (κόλιανδρο) и идва от корис (κόρις) – дървеница и анон (αννον) – анасон и е свързано с мнимото подобие на миризмата на смачканите листа на характерната миризма на дървеници (който е почти забравен в съвременния свят на инсектицидите).

## Обща информация
Кориандърът се отглежда заради плодовете, в които се съдържат 0,3 – 1,2% етерично масло и 17 – 24% обикновено растително масло.
Етеричното масло съдържа компонентите линалол, гераниол и цитронелол, поради което от него се получават различни продукти с аромат, наподобяващ роза, кокиче, лимон, теменуга, лилия, липа и др. Най-ценната съставка е линалолът (60 – 70% от маслото).
Обикновеното масло се използва за производство на сапуни и олеинова киселина.
Освен за аромати и масла, кориандърът се използва като подправка в бонбонената и консервната промишленост.
Кориандърът има агротехническо значение като отличен предшественик за основните земеделски култури. Той е отлично медоносно растение.
Като диво растение се среща в средиземноморските страни, Мала Азия, Средна Азия и Задкавказието. В България диворастящ кориандър се среща в Брезнишко и Ивайловградско.
Като промишлена култура е въведен в края на 19 век. Отглежда се на големи площи в Украйна, Кавказките републики, Северна Африка, Средиземноморските страни, Индия, Китай и др. В България традиционно се засява в крайморските области и Тракия. Средните добиви са 100 – 150 кг на декар. Максималните добиви при оптимална влажност достигат до 700 – 800 кг от декар.

## Биологична характеристика

### Морфологични особености
- Коренова система – сравнително слабо развита, тънък вретеновиден корен, достигащ 60 – 70 см;
- Стъбло – правостоящо, високо 60 – 120 см, цилиндрично, голо и разклонено;
- Листа – полиморфни: долните са перести с 3 – 5 дяла, назъбени, с дълги дръжки; средните са двойно перести; най-горните са силно насечени.
- Съцветие – сложен сенник с 3 – 7 лъча, върху които има прости сенници с 5 – 15 лъча, завършващи с по един цвят;
- Цвят – дребен, с бяла, бледорозова или виолетова окраска, с по 5 венчелистчета и тичинки и 1 плодник;
- Плод – диакен, почти сферичен. с диаметър 3 – 7 мм.

### Биологични изисквания
- Към светлината – културата спада към чувствителните на засенчване, поради което борбата с плевелите е важен елемент от агротехниката. Толерантен е към дължината на деня и може да се отглежда до 68 ° географска ширина.
- Към топлината – спада към групата на хладоустойчивите култури, с биологичен минимум 4 °С. Оптималната температура за неговото развитие е 18 – 20 ° – при такива температури вегетационният период се удължава, но добивът на семена и акумулирането на етерично масло са най-високи.
- Към влагата – поради слабата си коренова система кориандърът се смята за влаголюбива култура. Недостигът на влага в България е причина за ниските добиви.
- Към почвата – културата е взискателна към почвата, предпочита богати на хранителни вещества почви, които съхраняват влагата и имат слаба алкална реакция.

## Класификация
Кориандърът е от семейството на целината, магданоза и моркова – Сенникови (Apiaceae).